# Sant Vicenç d'Espinalbet
Sant Vicenç d'Espinalbet és l'església parroquial del nucli d'Espinalbet al municipi de Castellar del Riu (Berguedà) inclosa a l'Inventari del Patrimoni Arquitectònic de Catalunya.

## Descripció
Església amb elements barrocs i neoclàssics feta en substitució de l'anterior, també dedicada a Sant Vicenç. Està datada vers finals segle xvii i inicis del xviii. És una construcció senzilla, d'una sola nau amb petites capelles laterals, presbiteri quadrat amb l'interior enguixat i decoració neoclàssica força malmesa. La porta és a tramuntana i el campanar és una torre de secció quadrada amb arcs de mig punt, un exemplar destacable del seu moment. Al mur de migdia hi trobem adossada la rectoria. El parament és de pedres sense treballar, disposades en filades i unides amb morter. Les cobertes són de teula àrab.

## Història
La trobem documentada al segle xii quan la família vescomtal del Berguedà hi cobrava els delmes, restituïts al bisbat en el testament del trobador Guillem de Berguedà el 1187. Fou església parroquial tota l'època medieval, categoria que es reafirma el 1312 en el curs d'una visita al deganat de Berga. Al segle xviii era sufragània de Sant Martí de Coforb. Encara avui conserva culte setmanal.